# Shigeuraara
× Shigeuraara, (abreviado Shgra) en el comercio, es un híbrido intergenérico entre los géneros de orquídeas Ascocentrum x Ascoglossum x Renanthera x Vanda. Fue publicado en Orchid Rev..